# Мадій (цар скіфів)
Мадій (грец. Μαδύης) (?  — до/близько 616 (?)) — скіфський династ, син та наступник Партатуа, згаданий Геродотом (Історія, І, 103). За часів панування Мадія скіфи бл. 654/ 653 рр. до н. е. підкорили Мідійське царство (за іншою думкою час панування скіфів над Мідією — між 626—616  рр. до н. е.), остаточно розбили кімерійців (після/ близько 645 р. до н. е.).
У відомих наразі ассирійських джерелах його не згадано, але політика Мадія цілком відповідала тогочасним потребам Ассирії. Щодо скіфів, їхніх походів та їхнього військового і політичного впливу у Закавказзі часів Мадія та Партатуа висловлено й альтернативну думку, що побудована на безумовній критиці відповідних повідомлень Геродота.
Етимологія імені:
- грец. Μαδύης < скіф. *madava- < скіф. *madu- — укр. мед(?).[5]
- грец. Μαδύης < скіф. *mādṷa- — укр. мідієць / мідійський (прізвисько, титул?).[6]

## Мадій в повідомлені Геродота (Історія, І, 103)
…Кіаксар… переміг ассирійців у одній сутичці і вже обложив Нін, проти нього виступило численне військо скіфів, очолюване царем скіфів Мадієм, сином Прототія. Ці скіфи, вигнавши кімерійців із Європи, вдерлися до Азії, і коли ті повтікали, вони, переслідуючи їх, прибули таким шляхом до Мідії.

## Антропоніми з основою *mada- в епіграфіці Пн. Причорномор'я
- (гр.) CIRB 456 (кін. І — поч. II ст.ст.) — грец. "Μάδα"
- (гр.) CIRB 1279 (225 р.) — грец. "Μ̣άδωϊς"
- (гр.) CIRB 1282 (228 р.) — грец. "Μάδακον"
- грец. "Mαδα"[8]
- (гр.) SEG 36:714 (бл. 200 р.) — грец. "Mαδα[---]"